# Bulbophyllum restrepina
Bulbophyllum restrepina là một loài phong lan thuộc chi Bulbophyllum.